# 1767
| [ Edytuj tabelę ]              | |
| Król Polski                    | - 1764 Stanisław August Poniatowski 1795 |
| Emir Afganistanu               | - 1747 Ahmed Szah Abdali (padyszach) 1772 |
| Współksiążęta Andory           | - 1763 Francesc Fernández de Xátiva y Contreras 1771 - 1715 Ludwik XV 1774                                                                      |
| Elektor Bawarii                | - 1745 Maksymilian III Józef 1777 |
| Sułtan Brunei                  | - 1762 Omar Ali Saifuddin I 1795 |
| Cesarz Chin                    | - 1735 Qianlong 1796 |
| Król Czech                     | - 1743 Maria Teresa 1780 |
| Król Danii                     | - 1766 Chrystian VII 1808 |
| Dalajlama                      | - 1758 Jamphel Gjaco 1804 |
| Cesarz Etiopii                 | - 1755 Joas I 1769 |
| Król Francji                   | - 1715 Ludwik XV 1774 |
| Król Gruzji                    | - 1762 Herakliusz II 1798 |
| Król Hiszpanii                 | - 1759 Karol III 1788 |
| Landgraf Hesji-Kassel          | - 1760 Fryderyk II Heski 1785 |
| Stadhouder Holandii            | - 1751 Wilhelm V Orański 1795 |
| Szach Iranu                    | - 1750 Karim Chan 1779 |
| Państwo Wielkich Mogołów       | - 1759 Shah Alam II 1806 |
| Król Irlandii                  | - 1760 Jerzy III Hanowerski 1820 |
| Cesarz Japonii                 | - 1762 Go-Sakuramachi 1770 |
| Kalif                          | - 1757 Mustafa III 1773 |
| Patriarcha Konstantynopola     | - 1763 Samuel I Chaceres 1768 |
| Władca Korei                   | - 1724 Yŏngjo 1776 |
| Książę Kurlandii i Semigalii   | - 1763 Ernest Jan Biron 1769 |
| Emir Kuwejtu                   | - 1762 Abd Allah I 1814 |
| Książę Liechtensteinu          | - 1748 Józef Wacław 1772 |
| Sułtan Maroka                  | - 1757 Muhammad III 1790 |
| Książę Monako                  | - 1733 Honoriusz III 1793 |
| Król Nawarry                   | - 1710 Ludwik XV 1774 |
| Król Norwegii                  | - 1766 Chrystian VII 1784 |
| Sułtan Omanu                   | - 1749 Ahmad ibn Sa’id 1783 |
| Elektor Palatynatu             | - 1742 Karol IV Teodor 1799 |
| Papież                         | - 1758 Klemens XIII 1769 |
| Książę Parmy i Piacenzy        | - 1765 Ferdynand 1802 |
| Król Portugalii                | - 1750 Józef 1777 |
| Król w Prusach                 | - 1740 Fryderyk II Wielki 1772 |
| Car Rosji                      | - 1762 Katarzyna II Wielka 1796 |
| Cesarz Rzymski (niemiecki)     | - 1765 Józef II Habsburg 1790 |
| Kapitanowie Regenci San Marino | - 1766 Giuseppe Giannini Giuseppe Franzoni 1767 - 1767 Francesco Maccioni Filippo Fazzini 1767 - 1767 Giambattista Angeli Giuseppe Bertoni 1768 |
| Elektor Saksonii               | - 1763 Fryderyk August III 1806 |
| Król Sardynii                  | - 1730 Karol Emanuel III 1773 |
| Król Szwecji                   | - 1751 Adolf Fryderyk 1771 |
| Król Tajlandii                 | - 1758 Suriyamarin 1767 |
| Sułtan Turków                  | - 1757 Mustafa III 1774 |
| Doża Wenecji                   | - 1763 Alvise Giovanni Mocenigo 1779 |
| Król Węgier                    | - 1740 Maria Teresa 1780 |
| Monarcha Wielkiej Brytanii     | - 1760 Jerzy III 1820 |
| Premier Wielkiej Brytanii      | - 1766 William Pitt Starszy 1768 |

Rok 1767 / MDCCLXVII
stulecia: XVII wiek ~
XVIII wiek ~
XIX wiek

lata: 1757 «
1762 «
1763 «
1764 «
1765 «
1766 «
1767
» 1768
» 1769
» 1770
» 1771
» 1772
» 1777

## Wydarzenia w Polsce
- 20 marca – przy wsparciu wojska rosyjskiego zostały zawiązane konfederacja słucka i konfederacja toruńska.
- 23 czerwca – zawiązała się Konfederacja radomska.
- 5 października – w Warszawie rozpoczął obrady „Sejm Repninowski”, który pod moskiewskimi bagnetami uchwalił „prawa kardynalne”.
- 13/14 października – żołnierze rosyjscy aresztowali i wywieźli do Kaługi Kajetana Sołtyka, Józefa Jędrzeja Załuskiego, Wacława Rzewuskiego i jego syna Seweryna Rzewuskiego.
- 15 grudnia – spłonęło południowe skrzydło Zamku Królewskiego w Warszawie.

- W Rzeczypospolitej powstało pierwsze nowoczesne więzienie – więzienie marszałkowskie w Warszawie.
- Katarzyna II wkroczyła z nowymi wojskami zbrojnymi do Rzeczypospolitej, demonstracyjnie i prowokacyjnie domagając się równouprawnienia dysydentów z katolikami.
- Powstała pierwsza polska kopalnia węgla kamiennego w dzielnicy miasta Jaworzna – Szczakowej.

## Wydarzenia na świecie
- 27 lutego – król Hiszpanii Karol III wydał dekret nakazujący jezuitom opuszczenie kraju.
- 7 kwietnia – wojska birmańskie zdobyły i zburzyły miasto Ayutthaya w dzisiejszej Tajlandii.
- 17 czerwca – we Francji tzw. bestia z Gévaudan zagryzła 19-letnią Jeanne Bastide, swą 104. i ostatnią ofiarę.
- 21 czerwca – brytyjski żeglarz Samuel Wallis odkrył Tahiti.
- 2 lipca – odkrycie wyspy Pitcairn w Polinezji.
- 28 grudnia – Taksin został koronowany na króla Tajlandii.

- Ludność Szwecji przekroczyła 2 mln osób (2009,7 tys.).

## Urodzili się
- 6 lutego – Józef Bécavin, francuski duchowny katolicki, męczennik, błogosławiony (zm. 1792)
- 15 marca – Andrew Jackson, siódmy prezydent USA (zm. 1845)
- 28 marca - Józef Pawlikowski, polski adwokat, wojskowy, polityk, publicysta, pamiętnikarz (zm. 1829)
- 7 kwietnia - Konstanty Wincenty Plejewski, polski duchowny katolicki, biskup pomocniczy płocki (zm. 1838)
- 18 kwietnia - Elisha Mathewson, amerykański polityk, senator ze stanu Rhode Island (zm. 1853)
- 13 maja – Jan VI, król Portugalii (zm. 1826)
- 22 czerwca – Wilhelm von Humboldt, niemiecki filozof, językoznawca, polityk (zm. 1835)
- 11 lipca – John Quincy Adams, szósty prezydent USA (zm. 1848)
- 13 lipca – Friedrich Adolf Krummacher, ewangelicki teolog pochodzenia niemieckiego (zm. 1845)
- 14 października – Nicolas-Théodore de Saussure, szwajcarski fitochemik i botanik (zm. 1845)
- 28 grudnia - Tomasz Chmielewski, polski duchowny katolicki, biskup pomocniczy warszawski (zm. 1844)

- Data dzienna nieznana: 
  - Saba Ji Hwang, koreański męczennik, błogosławiony katolicki (zm. 1795)

## Zmarli
- 13 marca – Maria Józefa Wettyn, córka Augusta III Sasa, delfina Francji
- 10 kwietnia – Johann Elias Ridinger, niemiecki malarz, grafik i rysownik (ur. 1698)
- maj (data dzienna nieznana) Dionizy Stanetti, rzeźbiarz i architekt epoki baroku, czynny w Monarchii Habsburgów (ur. 1710)
- 12 czerwca – Floryda Cevoli, włoska klaryska kapucynka, błogosławiona katolicka (ur. 1685)
- 25 czerwca – Georg Philipp Telemann, niemiecki kompozytor, organista i kapelmistrz (ur. 1681)

## Święta ruchome
- Tłusty czwartek: 26 lutego
- Ostatki: 3 marca
- Popielec: 4 marca
- Niedziela Palmowa: 12 kwietnia
- Wielki Czwartek: 16 kwietnia
- Wielki Piątek: 17 kwietnia
- Wielka Sobota: 18 kwietnia
- Wielkanoc: 19 kwietnia
- Poniedziałek Wielkanocny: 20 kwietnia
- Wniebowstąpienie Pańskie: 28 maja
- Zesłanie Ducha Świętego: 7 czerwca
- Boże Ciało: 18 czerwca